# قرار مجلس الأمن التابع للأمم المتحدة رقم 1383
قرار مجلس الأمن التابع للأمم المتحدة رقم 1383، المتخذ بالإجماع في 6 كانون الأول / ديسمبر 2001، بعد إعادة التأكيد على جميع القرارات المتعلقة بالحالة في أفغانستان، ولا سيما القرار 1378 (2001)، صادق المجلس على اتفاق بون الموقع في اليوم السابق بشأن الفترة الانتقالية في البلد بعد الغزو الأمريكي والفترة السابقة لإنشاء المؤسسات الدائمة.
وشدد المجلس في ديباجة القرار على حق الشعب الأفغاني في تقرير مستقبله السياسي، وعزم على مساعدة الشعب الأفغاني على إنهاء النزاعات في البلاد واستخدام أراضيه كقاعدة للإرهاب. وتعزيز السلام والاستقرار واحترام حقوق الإنسان. وأشار إلى أن الترتيبات المؤقتة في إطار اتفاق بون كانت الأساس لإنشاء حكومة تمثيلية من حيث الجنس والعرق.
بالمصادقة على اتفاقية بون، دعا القرار جميع الجماعات الأفغانية إلى التنفيذ الكامل للاتفاقية بالتعاون مع السلطة الأفغانية المؤقتة التي كان من المقرر أن تتولى مهامها في 22 ديسمبر / كانون الأول 2001. وأعلن المجلس استعداده لاتخاذ مزيد من الإجراءات لدعم المؤسسات المؤقتة بناء على تقرير الأمين العام كوفي عنان. ودعيت الأطراف الأفغانية إلى السماح بوصول المنظمات الإنسانية دون عوائق.
وأخيراً، طُلب من جميع المانحين، من خلال التعاون مع الممثل الخاص الأخضر الإبراهيمي وهيئات الأمم المتحدة، المساعدة في إعادة التأهيل والإنعاش وإعادة الإعمار في أفغانستان.

## روابط خارجية
- نص القرار في undocs.org